# Ólavsøka

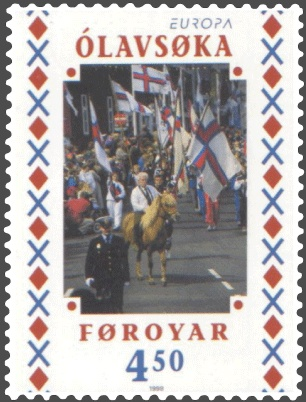
Ólavsøka – Koně v průvodu.

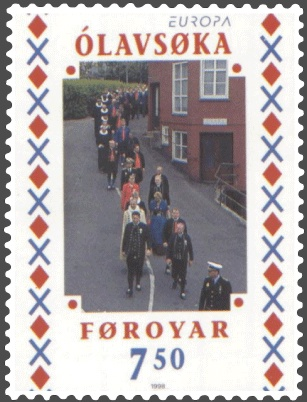
Ólavsøka – Duchovní a politici v průvodu

Ólavsøka [ˈɔulavs.öka] je národním svátkem na Faerských ostrovech, slaví se 28. a hlavně 29. července. Je to den, kdy faerský parlament Løgting zahajuje zasedání.
Ólavsøka doslova znamená Předvečer sv. Olava' nebo latinsky vigilia sancti Olavi, ode dne úmrtí norského krále svatého Olava Haraldssona v bitvě u Stiklestadu v roce 1030. Oslavy začínají již den před, tedy 28. července. Ólavsøka je výrazem pro křesťanskou politickou kulturu na Faerských ostrovech. Faeřané jsou jediní, kteří si vybrali den smrti svatého Olava jako svůj národní svátek, nejen z náboženského, ale také politického hlediska. Olav Haraldsson byl norský král, nikoli faerský, ale stal se faerským světcem. Slavením tohoto svátku Faeřané vyjadřují mimo jiné i svou národnost.
V den svátku se otevírá přes tisíc let starý parlament Løgting. Členové parlamentu, členové faerské vlády, biskup a další vysocí státní a zemští úředníci jsou v průvodu (Ólavsøkuskrúðgongan) z budovy parlamentu do Tórshavnské katedrály. Po bohoslužbě za svatého Olava jdou zpátky do budovy parlamentu a pronášejí slavnostní projevy. V nich vyjadřují mimo jiné staré vazby mezi parlamentem a církví.
Ólavsøka je svátkem, kdy se v jeden den sejde mnoho Faeřanů v hlavním městě Tórshavnu. Tento svátek se stal také velkou atrakcí, kterou si nenechají ujít mnozí zahraniční hosté a návštěvníci. V předvečer svátku, tedy 28. července, se koná vyhlášený veslařský závod (kappróður), což je jedním z vrcholů sportovních událostí na ostrovech. Po oba dny se konají výstavy umění, festival faerské hudby, populární i lidové, dále se tančí pověstné faerské kolové tance. Při nich se zpívají sáhodlouhé balady, tzv. kvédy (faersky kvæði).
Pozdravem v období svátku Ólavsøka ve faerštině je Góða Ólavsøku! (Dobrý předvečer sv. Olafa!).
Známky napravo byly vydány 18. května 1998 poštovním úřadem Faerských ostrovů, Postverk Føroya, výtvarnou část vytvořil Edward Fuglø.